# محمدحسین محبی

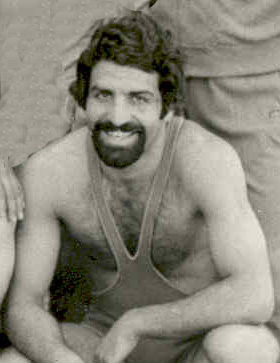
محمدحسین محبی در دهه ۸۰ میلادی

محمدحسین محبی کشتی‌گیر آزادکار بازنشسته و مربی کشتی کنونی ایرانی است که مدال نقرهٔ قهرمانی جهان ۱۹۷۸ در وزن ۷۴ کیلو، دو قهرمانی آسیا در وزن ۸۲ کیلو و یک قهرمانی بازی‌های آسیایی را به دست آورده‌است. اما رقابت‌های قهرمانی جهانِ ۱۹۷۹، ۱۹۸۳، ۱۹۸۶ و ۱۹۸۷ و دو المپیک ۱۹۸۰ مسکو و ۱۹۸۴ لس آنجلس را به دلیل عدم حضور ایران و تحریم مسابقات از دست داد. او برادر محمدحسن محبی مربی و عضو پیشین تیم ملی کشتی ایران است.

## زندگی
محمدحسین محبی در فرودین سال ۱۳۳۴ در محلهٔ فیض‌آباد در کرمانشاه به دنیا آمد. برادر او محمدحسن محبی نیز عضو تیم ملی کشتی ایران بود. از رقبای وی در دهه شصت می‌توان به محمد رضا توپچی حسین کدخدایی و حیدر رضایی و مرتضی زمانی و رضا علی منفرد اشاره کرد که هیچ‌یک موفق به شکست وی نشدند و فقط دو کشتی‌گیر توانستند یک‌وقت مسابقه وی را شکست دهند. نفر اول حیدر رضایی از لرستان و نفر دوم رضا علی منفرد از تهران که در نهایت نیز بازنده شدند.

## ریاست هیأت کشتی استان کرمانشاه
محمدحسین محبی در آبان ۱۳۸۱ در پی استعفای رئیس پیشین هیأت کشتی استان کرمانشاه، به عنوان سرپرست این هیأت منصوب شد. وی سپس در ۱ اردیبهشت ۱۳۸۲ در مجمع انتخابات هیأت کشتی استان کرمانشاه برای یک دورۀ ۴ ساله به عنوان رئیس این هیأت انتخاب شد.
محمدحسین محبی بار دیگر و این بار در مرداد ۱۳۹۱ با پیشنهاد مدیرکل ورزش و جوانان استان کرمانشاه و موافقت فدراسیون کشتی، به عنوان سرپرست هیأت کشتی استان کرمانشاه منصوب شد. او سپس در ۱۹ بهمن ۱۳۹۱ در مجمع انتخابات هیأت کشتی یک بار دیگر برای یک دورۀ ۴ ساله به عنوان رئیس این هیأت انتخاب شد. ریاست وی بر این هیأت با رأی مجمع در بهمن ۱۳۹۵ برای ۴ سال دیگر تمدید شد.

 در ۲۷ اسفند ۱۳۹۹ نیز وی برای سومین دورۀ متوالی به عنوان رئیس هیئت کشتی استان کرمانشاه انتخاب شد، با این وجود وی پس از پایان دورۀ ۴ سالۀ ریاستش در ۲۹ مرداد ۱۴۰۳ از سمت خود استعفا کرد.